# Lobsang Wangchuk
Lobsang Wangchuk  (tibétain ངག་དབང་བློ་བཟང ་དབང་ཕྱུག་་, Wylie : blo bzang dbang phyug) (2 novembre 1914 – 7 novembre 1987)  est un géshé, historien et un prisonnier tibétain, emprisonné de 1960 à 1970, il est transféré dans un Laogai jusqu'en 1980, avant d'être ré-emprisonné en 1981. Il est mort des suites de négligence médicale et de mauvais traitements. 

## Biographie
Lobsang Wangchuk est né à Shogchung dans la préfecture de Nagchu en Amdo le 2 novembre 1914. 
En 1924, à l’âge de dix ans, il entre au monastère de Sangdue Dakar. 
Lobsang Wangchuk est arrêté le 21 septembre (ou janvier) 1960 pour participation au soulèvement tibétain de 1959. Condamné à 10 ans de prison, il est transféré à Drapchi en 1963 où Palden Gyatso l’y rencontre en 1964. Lobsang Wangchuk déclara y avoir écrit une prière pour protéger le Tibet de catastrophes naturelles, une révélation courageuse car considérée à l’époque par les Chinois comme une « propagation de rumeurs réactionnaires ». Il fut emprisonné jusqu’en 1970. Il est ensuite transféré en camp de réforme par le travail, où il devient un prisonnier réformé par le travail (ley-mi).
Selon Palden Gyatso, transféré au camp de Nyétang Zhuanwa Chang le 24 décembre 1975, Lobsang Wangchuk arriva dans ce même camp en hiver 1977, après la mort de Mao Zedong. 
En août 1978, Lobsang Wangchuk, alors âgé de 64 ans, maigre et fragile, est débauché des travaux des champs par Palden Gyatso pour qu’il l’aide à filer la laine, une tache plus facile. En février 1979, Lobsang Wangchuk suggère d’écrire une pétition. Composée en deux jours elle comporte 19 pages. Chaque chapitre débute par quatre vers d’une prière du dalaï-lama intitulée « invocation à la vérité universelle ». Ils signent la pétition « Palden Gyatso et Lobsang Wangchuk, prisonniers d’un camp de réforme par le travail ». La première partie énumère les dernières années souffrances du peuple tibétain. La deuxième partie résume les 2700 ans de l’histoire du Tibet et affirme sa légitime souveraineté. Lors du nouvel an tibétain de 1979, Lobsang Wangchuk dépose une copie de la pétition au Bureau des gardes, qui ne prennent pas le temps de l’écouter, mais acceptent qu’il la fasse connaître au peuple. À l’occasion d’une permission pour la nouvelle année, Lobsang Wangchuk colle la pétition sur les murs de l'Institut de médecine tibétaine à Lhassa. C’était le 1er Dazibao apparu à Lhassa depuis la mort de Mao. Dix jours plus tard, la police interrogea au camp Lobsang Wangchuk et Palden Gyatso qui expliquèrent avoir été autorisé par le garde. Ils ne sont pas punis, mais Lobsang Wangchuk est transféré dans une autre unité de travail, et la surveillance s’accroît.
En septembre 1979, ils apprennent qu’une délégation d’exilés tibétains envoyée par le dalaï-lama va visiter la capitale et décident d’afficher de nouvelles pétitions réclamant l’indépendance du Tibet. Le 1er octobre, Samten, un autre prisonnier qui s’enfuira au Népal, sortit clandestinement les affiches et en tapissa les murs de Lhassa. Suspectés, ils ne sont pas poursuivis, mais mis sous surveillance car soupçonnés d’appartenir à une organisation clandestine, Tak Trug (les Bébés Tigres).
Lobsang Wangchuk est transféré à l'Institut de médecine tibétaine pour compiler et diriger la publication d’anciens textes médicaux détruits en grande partie pendant la révolution culturelle. 
Environ 260 copies d’un autre essai historique de Lobsang Wangchuk « vingt ans d’expériences tragiques » furent imprimées en septembre 1981 par Shöl Dawa, entrainant la condamnation de ce dernier qui devait décéder en décembre 2000 à la suite de mauvais traitements et manques de soins. 
Le 26 octobre 1981, Lobsang Wangchuk est arrêté et condamné à 3 ans et demi de prison, il est transféré à la prison de Gutsa. Il écrit à Palden Gyatso qui quelques semaines plus tard colle une affiche à Lhassa pour faire connaître l’arrestation de Lobsang Wangchuk et demander sa libération.  
Le 17 janvier 1984, Lobsang Wangchuk est jugé sur accusation de tenter de séparer le Tibet de la Chine. Initialement condamné à mort, sa peine est réduite à 18 ans de prison à la suite de l’intervention du dalaï-lama et d’organisations internationales.
Selon Palden Gyatso, Lobsang Wangchuk a été traité avec brutalité, portant des fers et des menottes, il est astreint aux travaux forcés à l’âge de 75 ans. Fin 1987 il est accusé de fainéantise, enchaîné à une barre de fer, il est battu par un garde jusqu’à perdre connaissance. 
Il est conduit à l’hôpital. Il meurt quatre jours plus tard le 7 novembre, car transféré trop tardivement pour être sauver d’une insuffisance hépatique, son examen révèle aussi qu'il a trois côtes cassées.